# Adenophora remotidens
Adenophora remotidens är en klockväxtart som beskrevs av William Botting Hemsley. Adenophora remotidens ingår i släktet kragklockor, och familjen klockväxter. Inga underarter finns listade i Catalogue of Life.